# ハウスウキウキサンデー 奈保子でスタート
ハウスウキウキサンデー 奈保子でスタート（ハウスウキウキサンデー なおこでスタート）は、文化放送で1983年10月9日から1985年3月31日まで、日曜日朝の時間帯で放送されていたラジオ番組。ハウス食品工業（後のハウス食品。当時河合がCMに出演していた）の一社提供番組。

## 概要
河合奈保子の単独パーソナリティ番組。朝に心地良い音楽を基調とし、日曜の朝に出掛ける前の若者向けに送っていた番組である。往復はがきに「サイン希望」と書いて送って来たリスナーには、しっかりサインの対応していたというエピソードがある。本番組は通常は録音放送であったが、生放送を行ったこともあり、1984年7月8日には、神奈川県葉山町でリスナーを招待してヨットに乗り、相模湾の海上から生放送を行った。
最終回の翌週からは日曜11:00枠より井上順司会の『歌謡紅白ベストテン』が移動するため、河合はハウス食品一社提供枠と共に同じ文化放送の日曜日9:30 - 10:00枠に移動し、『ハウスウキウキサンデー TOKYO何でも探検隊』（吉幾三と共演）に引き続き出演している。

## 主なコーナー
めざましミュージック
- 「モーニングコール希望」という申し込みのあったリスナーへ向けて、モーニングコール形式での呼びかけを、河合自身からの「プレゼント曲」を一緒にして行っていた[4][1]。

お花ニュース
- 花に関する話題を送る。番組1時間の間で最初の方にやっていたコーナー[5]。

朝のサウンドブレイク
リクエストコーナー
アーティスト特集
- 一人（一組）のアーティストの特集コーナーで、曲は基本的にフルコーラスでオンエア[1]。

伝言板コーナー
- リスナーから友人との待ち合わせなど約束や予定の確認などの要件を募集し、リスナーの伝言板代わりとなっていたコーナー[1]。

AとBガッタイクイズ
- レコードのB面の曲を出題、それを聴いてその曲のA面の曲は何かを当てるクイズ[2]。

奈保子ウイークリー
- その週の河合の予定、動向、告知、雑感などを伝えていた[4][1]。